# Hoosh
Le hoosh, parfois orthographié hooch, est une bouillie-ragoût épaisse faite de pemmican (un mélange de viande séchée, de graisse et de céréales) ou d'une autre viande épaissie avec des biscuits (biscuits Plasmon par exemple) broyés et de l'eau. Son principal intérêt est sa forte valeur énergétique rapportée à son poids.
Cette nourriture est commune aux expéditions antarctiques du début du XXe siècle. Elle est utilisée, par exemple, par les expéditions Terra Nova (1910-1913) de Robert Falcon Scott et Endurance (1914-1916) d'Ernest Shackleton.
Parfois, le terme est également utilisé pour les rations alimentaires mixtes pour poneys et mules dans le contexte de l'exploration polaire.